# チャナ郡
座標: 北緯6度54分51秒 東経100度44分26秒 / 北緯6.91417度 東経100.74056度
チャナ郡(チャナぐん、タイ語: จะนะ, マレー語: Chenok)はタイ南部ソンクラー県の郡の一つ。ヂャナ郡とも表記される。

## 歴史
もともとチャナは、パリアン、テーパー、ソンクラーとともに都市国家ムアンパッタルンに服従する4つのムアンの一つであったが、ソンクラーがパッタルンから分かれてバンコクの直轄領となった時に、チャナもソンクラーの下に配置された。
都市の中心地は何度か移動しており、20世紀初タイ近代地方統治制度であるテーサピバーン制が制定された時、郡庁は現在のナータウィーにあった。しかし、アクセスが不便であることから、タムボン・バーンナーに遷した。1917年郡庁のある中心地のタムボンの名から、郡名がバーンナー郡と改名された。1924年バーンナーは旧スラートターニー県バーンナー郡ナコーンナーヨック県バーンナー郡と同名で混同し易いことが指摘され、政府は混乱を避けるためにチャナの名に戻した。

## 地名の由来
チャナの名はもともとマレー語の地名チュノック（Chenok）がタイ語風に訛ったものである。

## 地理
チャナ郡は東から時計回りにテーパー郡、ナータウィー郡、サダオ郡、ハートヤイ郡、ナーモム郡、ムアンソンクラー郡に接する。北東はタイランド湾に面する。

## 行政区分
チャナ郡は14のタムボンに分かれ、さらにその下位に138の村（ムーバーン）がある。郡内には3つのテーサバーンがある。テーサバーンタムボン・チャナはタムボン・バーンナーの一部を管理している。テーサバーンタムボン・バーンナーは、テーサバンタムボン・チャナの管理地域を除く、タムボン・バーンナーを管理している。テーサバーンタムボン・ナータップはタムボン・ナータップを管理している。その他のそれぞれのタムボンはタムボン行政体により行政が行われている。
| No. | 名                           | タイ語     | 村数 | 人口   |
| --- | ---------------------------- | ---------- | ---- | ------ |
| 01. | タムボン・バーンナー         | บ้านนา      | 10   | 14,889 |
| 02. | タムボン・パーチン           | ป่าชิง       | 09   | 04,583 |
| 03. | タムボン・サパーンマイケーン | สะพานไม้แก่น | 08   | 06,109 |
| 04. | タムボン・サコーム           | สะกอม      | 09   | 07,795 |
| 05. | タムボン・ナーワー           | นาหว้า      | 12   | 07,256 |
| 06. | タムボン・ナータップ         | นาทับ       | 14   | 11,694 |
| 07. | タムボン・ナムカーオ         | น้ำขาว      | 11   | 03,723 |
| 08. | タムボン・クンタットワーイ   | ขุนตัดหวาย   | 09   | 02,831 |
| 09. | タムボン・ターモーサイ       | ท่าหมอไทร   | 11   | 06,210 |
| 10. | タムボン・チャノーン         | จะโหนง     | 11   | 07,384 |
| 11. | タムボン・クー               | คู          | 09   | 05,979 |
| 12. | タムボン・ケー               | แค         | 07   | 04,038 |
| 13. | タムボン・クローンピア       | คลองเปียะ   | 10   | 05,377 |
| 14. | タムボン・タリンチャン       | ตลิ่งชัน      | 08   | 09,227 |

## 注脚
1. ↑  “ประกาศกระทรวงมหาดไทย เรื่อง เปลี่ยนชื่ออำเภอ” (Thai). Royal Gazette 34 (0 ก):  40–68. (1917-04-29).
2. ↑  “ประกาศเปลี่ยนนามอำเภอบ้านนาในมณฑลนครศรีธรรมราช” (Thai). Royal Gazette 41 (ง):  539. (June 1 1924).